# Майпо
Майпо (на испански: Llullaillaco) е действащ вулкан и връх в Южна Америка, разположен на границата между Аржентина и Чили. Последно изригване – през 1908 г.